# アセトラクトン
アセトラクトン（acetolactone）またはα-アセトラクトンは、化学式がC2H2O2の有機化合物である。最も小さなラクトンであるが、ケテンのエポキシドと見なすこともできる。この化合物は1997年に質量分析法において過渡種として表現された。
アセトラクトンそれ自体を単離することはできない。しかし、関連化合物のビス(トリフルオロメチル)アセトラクトン (CF3)2C2O2 は、2つのトリフルオロメチル基により電子的に安定化し、その半減期は25℃で8時間である。この化合物はビス(トリフルオロメチル)マロニルペルオキシドの光分解により合成される。